# Raïon de Pogranitchny
Le raïon de Pogranitchny (en russe : Пограни́чный райо́н, Pogranitchy raïon) est une subdivision administrative (raïon) et une municipalité (okroug municipal) du kraï du Primorié en Russie. Situé en Extrême-Orient russe dans le kraï de l'Oussouri, il se situe dans la plaine du Khanka dans l'est du Primorié, et il est frontalier de de la Chine. Son centre administratif est la commune urbaine de Pogranitchny, et il compte au total 18 localités. Sa population s'élevait à 8 026 habitants en 2023.

## Géographie
Le raïon de Pogranitchny est situé dans le kraï du Primorié, sujet le plus au sud de l'Extrême-Orient russe, en Mandchourie-Extérieure. Le raïon, qui se trouve dans l'ouest du Primorié, a une superficie de 3 750,03 km2. Le raïon est bordé par les subdivisions suivantes : le raïon du Khanka au nord-est, le raïon de Khorol à l'est et le raïon d'Octobre au sud. De plus, il est frontalier de la province du Heilongjiang de la Chine. La longueur totale des frontières du raïon est de 325 kilomètres. Le raïon est situé dans les contreforts des montagnes mandchoues-coréennes.

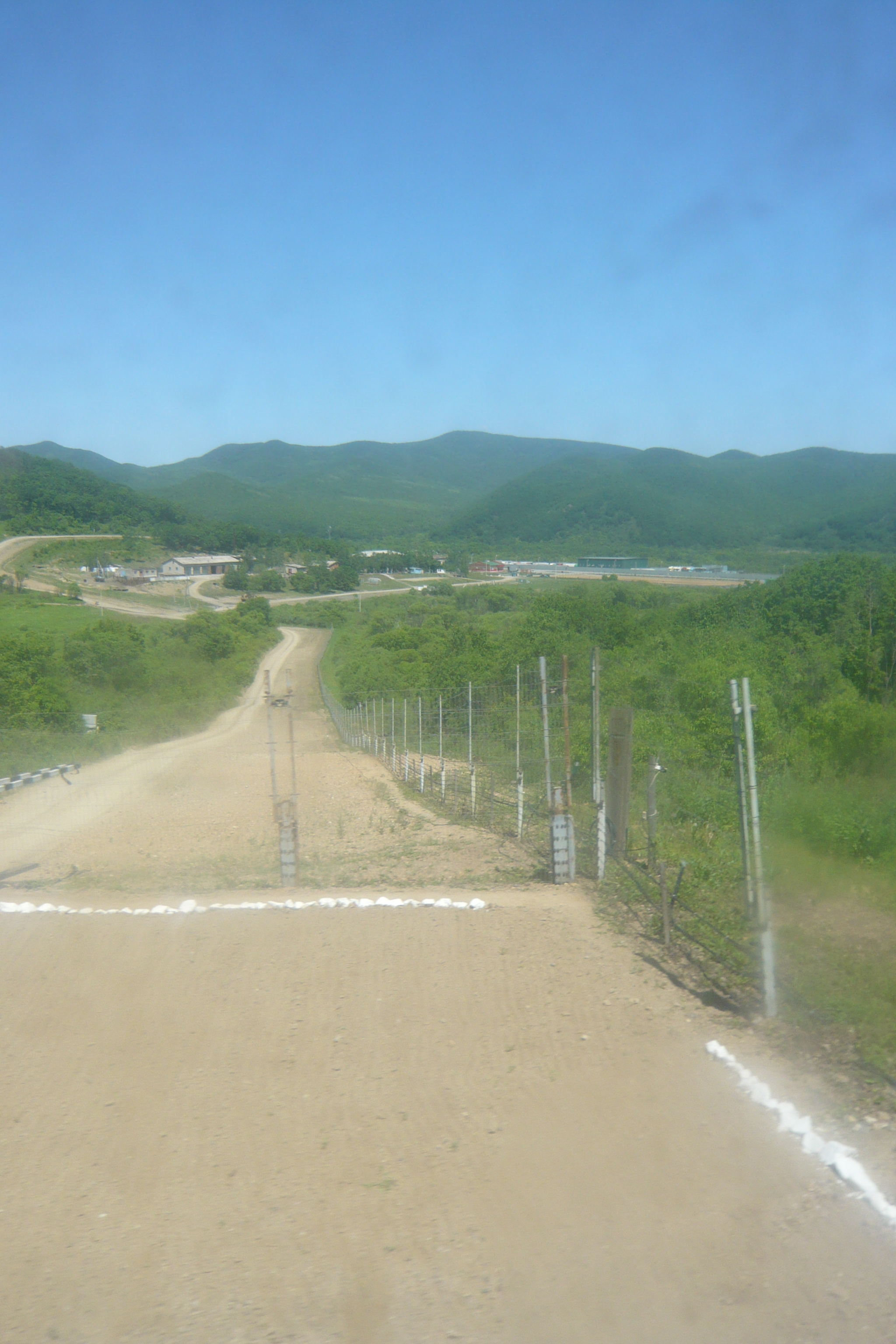
Frontière avec la Chine.
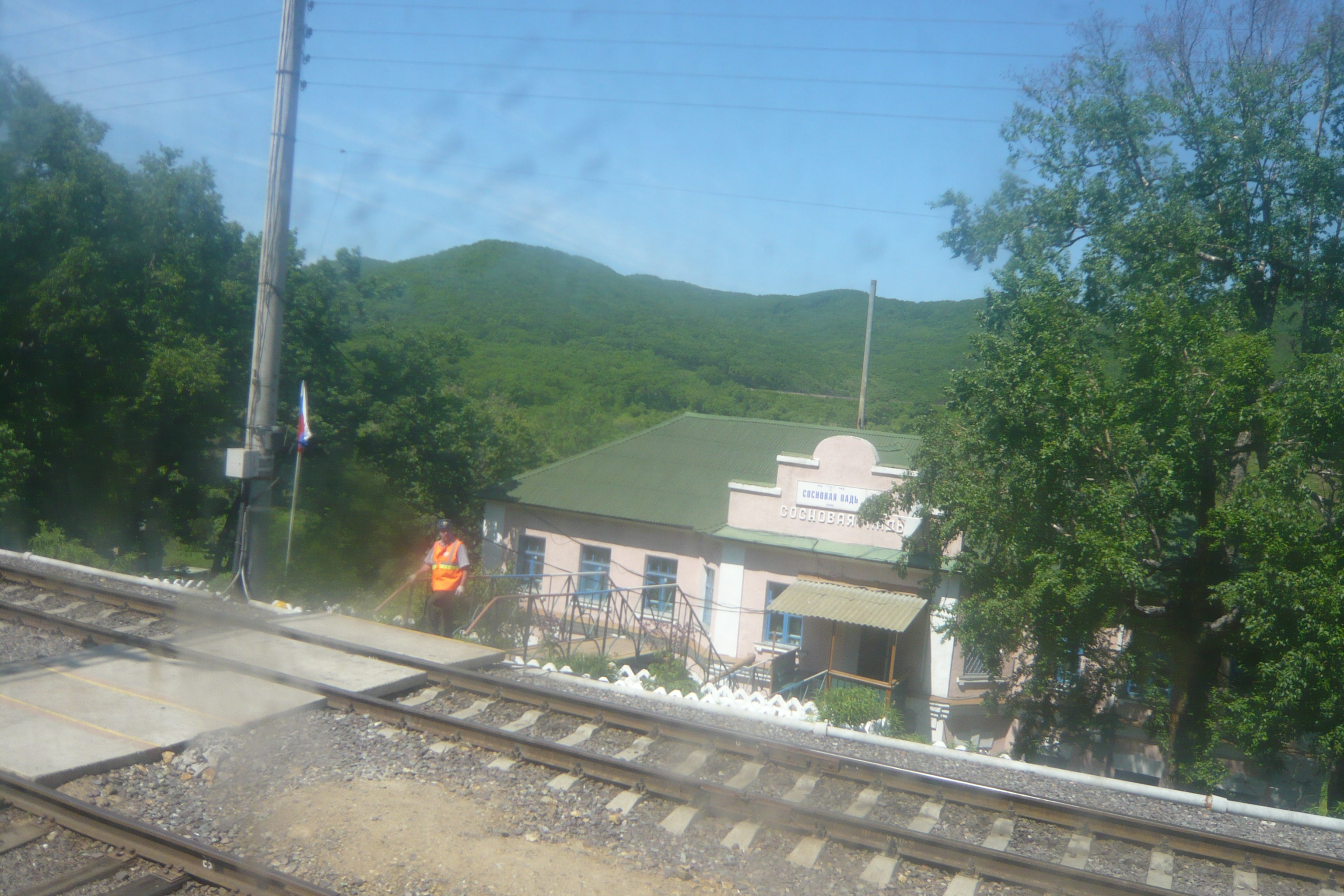
Gare de Sosnovaïa Pad.

## Histoire
Le raïon de Pogranitchny a été créé le 4 janvier 1926 par décret du Comité exécutif central panrusse.

## Démographie
Recensements (*) ou estimations de la population,:
| 1926*  | 1929   | 1931   | 1933   | 1939*  | 1959*  |
| ------ | ------ | ------ | ------ | ------ | ------ |
| 22 213 | 24 813 | 30 700 | 27 000 | 16 448 | 23 458 |

| 1970*  | 1979*  | 1989*  | 2002*  | 2010*  | 2012   |
| ------ | ------ | ------ | ------ | ------ | ------ |
| 23 694 | 23 487 | 26 604 | 25 761 | 23 492 | 23 153 |

| 2013   | 2014   | 2015   | 2016   | 2017   | 2018   |
| ------ | ------ | ------ | ------ | ------ | ------ |
| 23 047 | 22 885 | 22 733 | 22 560 | 22 542 | 22 442 |

| 2019   | 2021*  | 2022   | 2023   | - | - |
| ------ | ------ | ------ | ------ | - | - |
| 22 268 | 18 759 | 18 707 | 18 359 | - | - |

## Localités
Le raïon de Pogranitchny comptait au 29 juin 2023 18 localités, dont une commune urbaine. La localité la plus peuplée était Pogranitchny avec 9 902 habitants au recensement de 2021.
| Liste des localités | Liste des localités  | Liste des localités | Liste des localités         | Liste des localités         |
| N°                  | Localité             | Statut              | Population Recensement 2010 | Population Recensement 2021 |
| ------------------- | -------------------- | ------------------- | --------------------------- | --------------------------- |
| 1                   | Baïkal               | possiolok           | 49                          |                             |
| 2                   | Barabach-Levada      | village             | 338                         |                             |
| 3                   | Barano-Orenbourg     | village             | 2809                        | 1 943                       |
| 4                   | Bogouslavka          | village             | 851                         |                             |
| 5                   | Boïkoïé              | village             | 422                         |                             |
| 6                   | Grodekovo-2          | gare ferroviaire    | 84                          |                             |
| 7                   | Droujba              | village             | 50                          |                             |
| 8                   | Doukhovskoïé         | village             | 219                         |                             |
| 9                   | Jarikovo             | village             | 1167                        |                             |
| 10                  | Nesterovka           | village             | 571                         |                             |
| 11                  | Pogranitchny         | commune urbaine     |                             | 9902                        |
| 12                  | Prjevalskaïa         | gare ferroviaire    | 115                         |                             |
| 13                  | Roubinovka           | village             | 194                         |                             |
| 14                  | Sadovoï              | village             | 53                          |                             |
| 15                  | Sergueïevka          | village             | 5782                        | 3 728                       |
| 16                  | Sofia-Alekseïevskoïé | village             | 172                         |                             |
| 17                  | Talovi               | possiolok           | 209                         |                             |
| 18                  | Oukraïnka            | village             | 127                         |                             |

## Économie
Le raïon de Pogranitchny bénéficie de sa proximité avec la Chine. Il y a des liens culturels, sportifs, touristiques et commerciaux avec la ville chinoise de Suifenhe, et les marchandises et personnes y transitent. La ville chinoise et le raïon entretiennent des réunions régulières et des projets transfrontaliers, comme un complexe commercial et industriel frontalier au début des années 2000.
La principale activité économique est l'agriculture. Il y a aussi de l'industrie du bois et le secteur agroalimentaire. Les gares de Grodekovo, de Rassypnaïa Pad et de Sosnovaïa Pad se situent sur la ligne reliant Suifenhe à Oussouriïsk et au Transsibérien.